# Marlene Marlow
Marlene Marlow (* 14. Dezember 1974 oder 1970 in Eisenach) ist eine deutsche Schauspielerin.

## Leben
Die in Thüringen geborene Marlene Marlow reiste gemeinsam mit ihrer Familie 1982 aus der DDR aus und wuchs danach im westfälischen Bielefeld auf. Nach dem Abitur ging sie zunächst in die USA. Von 1995 bis 1997 erhielt Marlow eine Ausbildung im Schauspielstudio Maria Körber in Berlin.
Bundesweit bekannt wurde sie als Oberstabsarzt Dr. Sabine Petersen in der ZDF-Serie Die Rettungsflieger, eine Rolle, die sie von 2002 bis 2007 verkörperte.
Von 2005 bis 2009 war Marlow Schirmherrin des Vereins …kleine Schritte tun… e. V. Der Verein kümmert sich um Kinder, die an Mukoviszidose erkrankt sind.
Am Berliner Kriminal Theater spielte sie von Januar 2012 bis Januar 2013 die Rolle der Mollie Ralston in Agatha Christies Die Mausefalle. Im Juni 2014 hatte sie eine Gastrolle als Yvonne Strelitz in der Telenovela Rote Rosen, wieder im Beruf einer Bundeswehrärztin.
Marlene Marlow wohnt mit ihrem Lebensgefährten in Berlin. Seit 2017 arbeitet sie auch als Hypnotherapeutin mit eigener Praxis in Berlin und ist Inhaberin einer mobilen Hundeschule für Hundetraining und -verhaltensberatung in Berlin und Wandlitz.

## Filmografie (Auswahl)
- 1994: Die Schulfeindin (Deadly Enemy)
- 1996: Alarmcode 112
- 1997: Der Hauptmann von Köpenick
- 1997: Wilde Zeiten (TV-Serie)
- 1998: Hallo, Onkel Doc! Staffel 5 (TV-Serie)
- 1998: Spiel des Tages
- 1999: Hans im Glück
- 1999: Fieber – Ärzte für das Leben (TV-Serie)
- 2001: Jenseits der Liebe
- 2002: Wolffs Revier: Rollenspiele (TV-Serie)
- 2002: Die Männer vom K3: Freier Fall (TV-Serie)
- 2002–2007: Die Rettungsflieger (TV-Serie)
- 2003: Für alle Fälle Stefanie (TV-Serie)
- 2004: Love Check
- 2005: Katze im Sack
- 2006: Inga Lindström: Die Frau am Leuchtturm (TV-Serie)
- 2006: SOKO 5113: Mord wie im Groschenroman (TV-Serie)
- 2007: Der Landarzt: Familienfragen (TV-Serie)
- 2009: Alisa – Folge deinem Herzen (TV-Serie)
- 2009: Einsatz in Hamburg: Tödliches Vertrauen (TV-Serie)
- 2011: Notruf Hafenkante: Alarm im Kindergarten (TV-Serie)
- 2014: Rote Rosen (Telenovela)
- 2019: Gute Zeiten, schlechte Zeiten (TV-Serie)

## Theater (Auswahl)
- 1995–1997: Der aufhaltsame Aufstieg des Arturo Ui
- 2012–2013: Die Mausefalle